# 阿尔顿·福特
小阿尔顿·福特（英語：Alton Ford Jr.，1981年5月29日—2018年4月2日），美国NBA联盟职业篮球运动员。他在2001年的NBA选秀中第2轮第22顺位被菲尼克斯太阳选中。

## 外部連結
- 阿尔顿·福特在fiba.basketball（英语）
- 阿尔顿·福特在NBA官網（英语）
- 阿尔顿·福特在NBA G聯盟官網（英语）
- 阿尔顿·福特在法國籃球甲級聯賽官網（法语）
- 阿尔顿·福特在中国男子篮球职业联赛官網
- 阿尔顿·福特在Basketball-Reference.com（NBA）（英语）
- 阿尔顿·福特在Basketball-Reference.com（NBA G聯盟）（英语）
- 阿尔顿·福特在Basketball-Reference.com（國際）（英语）
- 阿尔顿·福特在Sports-Reference.com（NCAA）（英语）
- 阿尔顿·福特在Eurobasket.com（球員）（英语）
- 阿尔顿·福特在Proballers（英语）
- 阿尔顿·福特在RealGM（球員）（英语）